# Essex County (New York)
Essex County ist ein County im Bundesstaat New York der Vereinigten Staaten. Bei der Volkszählung im Jahr 2020 hatte das County 37.381 Einwohner und eine Bevölkerungsdichte von 8,1 Einwohnern pro Quadratkilometer. Der Verwaltungssitz (County Seat) ist Elizabethtown.

## Geographie
Essex County liegt im Nordosten des Bundesstaates New York, am Westufer des Lake Champlain. Im See verläuft die Grenze nach Vermont.
Das County hat eine Fläche von 4.919 Quadratkilometern, wovon 316 Quadratkilometer Wasserfläche sind. Essex County grenzt im Osten an den Lake Champlain, der die Grenze zwischen Vermont und New York bildet.
Den Westen des Countys prägt der Höhenzug der Adirondack Mountains, das höchste Gebirgsmassiv des Bundesstaates New York. Der Mount Marcy mit 1629 m Höhe ist der höchste Gipfel von Essex County und von New York. Der East Branch Ausable River und der West Branch Ausable River, rechtsseitige Zuflüsse des Ausable River, entspringen in den Gebirgszügen und bilden dort einige größere Seen, darunter den Lake Placid. Der Hudson River entspringt im Nordwesten des Countys und bildet einen Teil der südwestlichen Grenze zum benachbarten Hamilton County.

### Umliegende Gebiete
| Franklin County | Clinton County | Chittenden County |
| Hamilton County |                | Addison County    |
| Hamilton County | Warren County  | Washington County |

## Geschichte
Für den geschichtlichen Abriss bis zur Abtrennung von Essex County siehe den Abschnitt Geschichte im Artikel zu Clinton County.
Das County wurde am 1. März 1799 aus Clinton County gebildet und nach Essex, England benannt. Ein Teilbereich wurde 1808 bei der Gründung von Franklin County dorthin abgetreten.

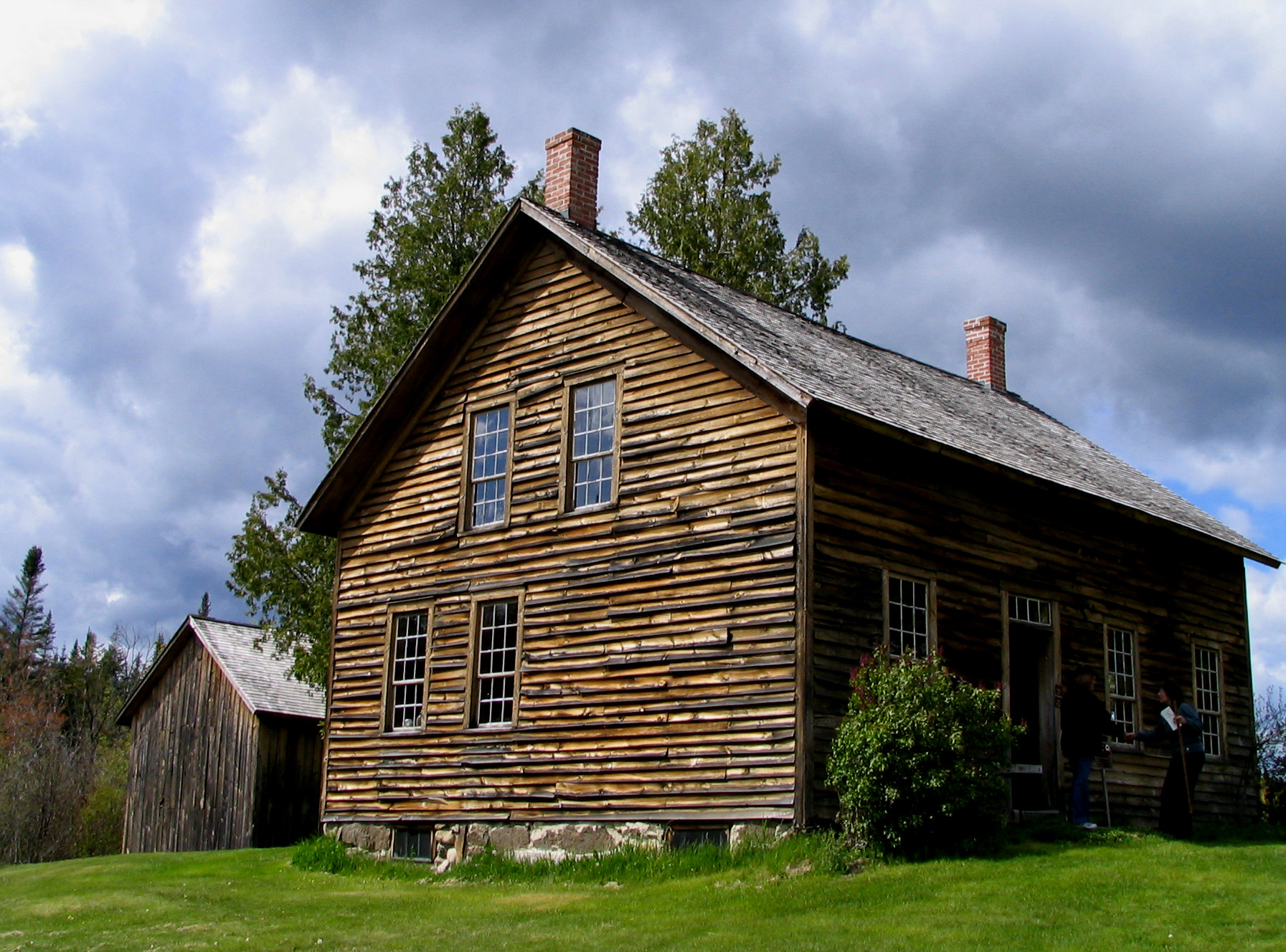
Die John Brown Farm and Gravesite (2008) ist eine von sechs National Historic Landmarks im County.

Sechs Orte haben den Status einer National Historic Landmark. 101 Bauwerke und Stätten des Countys sind insgesamt im National Register of Historic Places eingetragen (Stand 18. Februar 2018).

### Einwohnerentwicklung
| Jahr      | 1800   | 1810   | 1820   | 1830   | 1840   | 1850   | 1860   | 1870   | 1880   | 1890   |
| --------- | ------ | ------ | ------ | ------ | ------ | ------ | ------ | ------ | ------ | ------ |
| Einwohner |        | 9477   | 12.811 | 19.287 | 23.634 | 31.148 | 28.214 | 29.042 | 34.515 | 33.052 |
| Jahr      | 1900   | 1910   | 1920   | 1930   | 1940   | 1950   | 1960   | 1970   | 1980   | 1990   |
| Einwohner | 30.707 | 33.458 | 31.871 | 33.959 | 34.178 | 35.086 | 35.300 | 34.631 | 36.176 | 27.152 |
| Jahr      | 2000   | 2010   | 2020   | 2030   | 2040   | 2050   | 2060   | 2070   | 2080   | 2090   |
| Einwohner | 38.851 | 39.370 | 37.381 |        |        |        |        |        |        |        |

Hinweis: Für die Volkszählung von 1800 wurden die Daten gemeinsam mit den Zahlen von Clinton County, von dem Essex County im Jahr zuvor abgetrennt worden war, erfasst und sind deswegen hier nicht aufgeführt.

## Städte und Gemeinden
Zusätzlich zu den unten angeführten selbständigen Gemeinden gibt es im Essex County mehrere villages, die von den jeweils übergeordneten towns mitverwaltet werden. Dazu gehören der Wintersportort Lake Placid (etc.).
| Ortschaft     | Status | Einwohner (2010)! Gesamte Fläche [km²] | Landfläche [km²] | Bevölkerungsdichte [Einwohner / km²] | Gründung | Besonderheit  |                                          |
| ------------- | ------ | -------------------------------------- | ---------------- | ------------------------------------ | -------- | ------------- | ---------------------------------------- |
| Chesterfield  | town   | 2.445                                  | 272,9            | 204,7                                | 11,9     | 20. Feb. 1802 |                                          |
| Crown Point   | town   | 2.024                                  | 212,0            | 197,2                                | 10,3     | 23. März 1786 |                                          |
| Elizabethtown | town   | 1.163                                  | 241,2            | 211,4                                | 5,5      | 12. Feb. 1798 | County Seat                              |
| Essex         | town   | 671                                    | 97,4             | 81,9                                 | 8,2      | 4. Apr. 1805  |                                          |
| Jay           | town   | 2.506                                  | 176,4            | 175,3                                | 14,3     | 16. Juni 1798 |                                          |
| Keene         | town   | 1.105                                  | 405,6            | 403,9                                | 2,7      | 19. März 1808 |                                          |
| Lewis         | town   | 1.382                                  | 220,1            | 219,6                                | 6,3      | 4. Apr. 1805  |                                          |
| Minerva       | town   | 809                                    | 415,1            | 406,0                                | 2,0      | 7. März 1817  |                                          |
| Moriah        | town   | 4.798                                  | 184,2            | 167,0                                | 28,7     | 12. Feb. 1808 |                                          |
| Newcomb       | town   | 436                                    | 603,9            | 586,0                                | 0,7      | 15. März 1828 |                                          |
| North Elba    | town   | 8.957                                  | 405,1            | 392,8                                | 22,8     | 13. Dez. 1849 |                                          |
| North Hudson  | town   | 240                                    | 478,3            | 470,0                                | 0,5      | 12. Apr. 1848 |                                          |
| St. Armand    | town   | 1.548                                  | 148,8            | 146,4                                | 10,6     | 23. Apr. 1844 |                                          |
| Schroon       | town   | 1.654                                  | 366,3            | 343,6                                | 4,8      | 20. März 1804 |                                          |
| Ticonderoga   | town   | 5.042                                  | 229,1            | 209,8                                | 24,0     | 20. März 1804 |                                          |
| Westport      | town   | 1.312                                  | 173,0            | 150,7                                | 8,7      | 24. März 1815 |                                          |
| Willsboro     | town   | 2.025                                  | 190,1            | 110,7                                | 18,3     | 7. März 1788  | ursprüngliche Schreibweise: Willsborough |
| Wilmington    | town   | 1.253                                  | 169,6            | 169,0                                | 7,4      | 27. März 1821 | Gründungsname: Danville                  |